# Дьяконов, Владимир Викторович
Владимир Викторович Дьяконов (2 февраля 1941 г. Челябинск — 29 января 1997 г. Санкт-Петербург) — советский кинооператор, член Союза кинематографистов СССР, Заслуженный деятель искусств РСФСР (25 февраля 1980). Обладатель премии «Ника» 1989 года в номинации «Лучший оператор неигрового кино» за фильм «Храм».

## Фильмография
- 1967 — «В горах моё сердце» (короткометражный). Дипломная работа. Премия ВГИК за лучшую операторскую работу.
- 1969 — «Ленинград». Премия на международном фестивале в Колумбии.
- 1970 — «День переезда». Премия на Международном кинофестивале в Кракове.
- 1971, ЛСДФ — «Первые». Диплом на Пятом всесоюзном кинофестивале в Тбилиси.
- Июнь 1972, ЛСДФ — «Скорый Москва — Ленинград».
- Декабрь 1972, ЛСДФ — «Мне о России надо говорить».
- Март 1973, ЛСДФ — «Наш друг Максим».
- Февраль 1973, ЛСДФ — «Пятилетка — год второй». Спецвыпуск к/ж «Ленинградская кинохроника».
- Апрель 1973, ЛСДФ — «Необходимый Меньшиков».
- Август 1973, ЛСДФ — Рекламные фильмы «Гостиный двор», «Аэропорт „Пулково“», «Телевизор Каскад», «Варежки». Диплом на всесоюзном смотре рекламных фильмов.
- Январь 1974, ЛСДФ — Спецвыпуск киножурнала «Ленинградская хроника» № 1-3.
- Март 1974, ЛСДФ — «Игры деловых людей».
- Март 1974, ЛСДФ — «Что ты делаешь вечером?»
- Апрель 1974, ЛСДФ — «Каждый год в июне». Приз на фестивале фильмов о рабочем классе, г. Тольятти.
- Ноябрь 1974, ЛСДФ — «Монолог художника». Премия Ленинградского комсомола.
- Апрель 1975, ЛСДФ — «Золото чёрных лаков».
- 1975, ЛСДФ — «Памятник». Диплом на всесоюзном кинофестивале, г. Фрунзе.
- 1976, ЛСДФ — «Председатель Малинина». Призы и дипломы на Всесоюзном кинофестивале фильмов о Нечернозёмье (Ярославль) и Фестивале сельскохозяйственных фильмов.
- 1976, ЛСДФ — «Глазами художника».
- 1977, ЛСДФ — «Есть такие поводы».
- 1977, ЛСДФ — «Тамара Чистякова».
- 1977, ЛСДФ — «Как дела, товарищ председатель?»
- 1978, ЛСДФ — «Крестьянский двор».
- 1978, ЛСДФ — «Алиса Фрейндлих».
- 1978, ЛСДФ — «Семейный портрет».
- 1979, Ленфильм — «Впервые замужем».
- 1983, Свердловская киностудия — телефильм «За синими ночами».
- 1985, Ленфильм — «Встретимся в метро».
- 1986, Ленфильм — «Тихое следствие».
- 1986, ЛСДФ — «Па-де-де под артобстрелом».
- 1987, ЛСДФ — «Храм» (режиссёр, оператор). Премия «Ника» за лучшую операторскую работу неигрового кино 1989 г., Prix Italia for Documentaries 1988 г.
- 1993, СПбСДФ — «Боже, освяти нас лицеем Твоим». II приз за лучший полнометражный фильм, Открытый фестиваль документального кино «Россия».
- 1994(?), СПбСДФ — «М. Врубель. Страницы жизни». Диплом кинофестиваля «Серебряный век».